# Melanolophia commaculata
Melanolophia commaculata är en fjärilsart som beskrevs av W. Warren 1900. Melanolophia commaculata ingår i släktet Melanolophia och familjen mätare. Inga underarter finns listade i Catalogue of Life.